# Metalobosia diaxantha
Metalobosia diaxantha là một loài bướm đêm thuộc phân họ Arctiinae, họ Erebidae.